# راديو بنزرت
راديو بنزرت إذاعة تونسية خاصة قديمة انطلق بثها يوم 17 جوان 1935.

## وصلات خارجية
- Si la radio vous était contée